# Liste des épisodes de RuPaul's Drag Race

Cette liste présente la liste des épisodes de l'émission de télé-réalité américaine RuPaul's Drag Race.
L'émission est un concours de drag queens au cours duquel RuPaul, qui est à la fois présentatrice, mentor et source d'inspiration pour les candidates, sélectionne la « prochaine superstar américaine du drag »,. Chaque semaine, les candidates sont soumises à différents défis et sont évaluées par un groupe de juges dont font partie RuPaul et d'autres personnalités qui critiquent la progression des participantes et leurs performances.

## Panorama des saisons
| Saison | Saison | Épisodes | Diffusion        | Diffusion     |
| Saison | Saison | Épisodes | Début de saison  | Fin de saison |
| ------ | ------ | -------- | ---------------- | ------------- |
|        | 1      | 9        | 2 février 2009   | 23 mars 2009  |
|        | 2      | 12       | 1er février 2010 | 26 avril 2010 |
|        | 3      | 16       | 24 janvier 2011  | 2 mai 2011    |
|        | 4      | 14       | 30 janvier 2012  | 30 avril 2012 |
|        | 5      | 14       | 28 janvier 2013  | 6 mai 2013    |
|        | 6      | 14       | 24 février 2014  | 19 mai 2014   |
|        | 7      | 14       | 2 mars 2015      | 1er juin 2015 |
|        | 8      | 10       | 7 mars 2016      | 16 mai 2016   |
|        | 9      | 14       | 24 mars 2017     | 23 juin 2017  |
|        | 10     | 14       | 22 mars 2018     | 28 juin 2018  |
|        | 11     | 14       | 28 février 2019  | 30 mai 2019   |
|        | 12     | 14       | 28 février 2020  | 29 mai 2020   |
|        | 13     | 16       | 1er janvier 2021 | 23 avril 2021 |
|        | 14     | 16       | 7 janvier 2022   | 22 avril 2022 |
|        | 15     | 16       | 6 janvier 2023   | 14 avril 2023 |
|        | 16     | 16       | 5 janvier 2024   | 20 avril 2024 |
|        | 17     | À venir  | 3 janvier 2025   | À venir       |

## Liste des épisodes
Dans la liste qui suit, le terme "Série №" renvoie au numéro de l'épisode de la série globale, alors que "Saison #" renvoie au numéro de l'épisode dans la saison en question.

### Saison 1 (2009)
| № | # | Titre original        | 1re diffusion   |
| - | - | --------------------- | --------------- |
| 1 | 1 | Drag on a Dime        | 2 février 2009  |
| 2 | 2 | Girl Groups           | 9 février 2009  |
| 3 | 3 | Queens of All Media   | 16 février 2009 |
| 4 | 4 | Mac-Viva Glam         | 23 février 2009 |
| 5 | 5 | Drag School of Charm  | 2 mars 2009     |
| 6 | 6 | The Absolut Ball      | 9 mars 2009     |
| 7 | 7 | Extra Special Edition | 16 mars 2009    |
| 8 | 8 | Grand Finale          | 23 mars 2009    |
| 9 | 9 | Reunited              | 23 mars 2009    |

### Saison 2 (2010)
| №  | #  | Titre original           | 1re diffusion   |
| -- | -- | ------------------------ | --------------- |
| 10 | 1  | Gone with the Window     | 1 février 2010  |
| 11 | 2  | Starrbootylicious        | 8 février 2010  |
| 12 | 3  | Country Queens           | 15 février 2010 |
| 13 | 4  | Snatch Game              | 22 février 2010 |
| 14 | 5  | Here Comes the Bride     | 1 mars 2010     |
| 15 | 6  | Rocker Chicks            | 8 mars 2010     |
| 16 | 7  | Once Upon a Queen        | 22 mars 2010    |
| 17 | 8  | Golden Gals              | 29 mars 2010    |
| 18 | 9  | The Diva Awards          | 12 avril 2010   |
| 19 | 10 | The Main Event Clip Show | 19 avril 2010   |
| 20 | 11 | Grand Finale             | 26 avril 2010   |
| 21 | 12 | Reunited                 | 26 avril 2010   |

### Saison 3 (2011)
| №  | #  | Titre original                        | 1re diffusion   |
| -- | -- | ------------------------------------- | --------------- |
| 22 | 1  | Casting Extravaganza                  | 24 janvier 2011 |
| 23 | 2  | The Queen Who Mopped Xmas             | 24 janvier 2011 |
| 24 | 3  | Queens in Space                       | 31 janvier 2011 |
| 25 | 4  | Totally Leotarded                     | 7 février 2011  |
| 26 | 5  | QNN News                              | 14 février 2011 |
| 27 | 6  | Snatch Game                           | 21 février 2011 |
| 28 | 7  | Face, Face, Face of Cakes             | 28 février 2011 |
| 29 | 8  | Ru Ha Ha!                             | 7 mars 2011     |
| 30 | 9  | Life, Libert and the Pursuit of Style | 14 mars 2011    |
| 31 | 10 | RuPaul-a-palooza                      | 21 mars 2011    |
| 32 | 11 | The Hair Ball                         | 28 mars 2011    |
| 33 | 12 | Jocks in Frocks                       | 4 avril 2011    |
| 34 | 13 | The Money Ball                        | 11 avril 2011   |
| 35 | 14 | RuPaul Rewind                         | 18 avril 2011   |
| 36 | 15 | Grand Finale                          | 25 avril 2011   |
| 37 | 16 | Reunited                              | 2 mai 2011      |

### Saison 4 (2012)
| №  | #  | Titre original                       | 1re diffusion   |
| -- | -- | ------------------------------------ | --------------- |
| 38 | 1  | RuPocalypse Now                      | 30 janvier 2012 |
| 39 | 2  | WTF!: Wrestling's Trashiest Fighters | 6 février 2012  |
| 40 | 3  | Glamazons vs. Champions              | 13 février 2012 |
| 41 | 4  | Queens Behind Bars                   | 20 février 2012 |
| 42 | 5  | Snatch Game                          | 27 février 2012 |
| 43 | 6  | Float Your Boat                      | 5 mars 2012     |
| 44 | 7  | Dragazines                           | 12 mars 2012    |
| 45 | 8  | Frenemies                            | 19 mars 2012    |
| 46 | 9  | Frock The Vote!                      | 26 mars 2012    |
| 47 | 10 | DILFs: Dads I'd Like to Frock        | 2 avril 2012    |
| 48 | 11 | The Fabulous Bitch Ball              | 9 avril 2012    |
| 49 | 12 | RuPaul Rewind                        | 16 avril 2012   |
| 50 | 13 | The Final Three                      | 23 avril 2012   |
| 51 | 14 | Reunited                             | 30 avril 2012   |

### Saison 5 (2013)
| №  | #  | Titre original                     | 1re diffusion   |
| -- | -- | ---------------------------------- | --------------- |
| 52 | 1  | RuPaullywood or Bust               | 28 janvier 2013 |
| 53 | 2  | Lip Sync Extravaganza Eleganza     | 4 février 2013  |
| 54 | 3  | Draggle Rock                       | 11 février 2013 |
| 55 | 4  | Black Swan: Why It Gotta Be Black? | 18 février 2013 |
| 56 | 5  | Snatch Game                        | 25 février 2013 |
| 57 | 6  | Can I Get an Amen?                 | 4 mars 2013     |
| 58 | 7  | The RuPaul Roast                   | 11 mars 2013    |
| 59 | 8  | Scent of a Drag Queen              | 18 mars 2013    |
| 60 | 9  | Drama Queens                       | 1 avril 2013    |
| 61 | 10 | Super Troopers                     | 8 avril 2013    |
| 62 | 11 | The Sugar Ball                     | 15 avril 2013   |
| 63 | 12 | The Final Three, Hunty!            | 22 avril 2013   |
| 64 | 13 | Countdown to the Crown             | 29 avril 2013   |
| 65 | 14 | Reunited                           | 6 mai 2013      |

### Saison 6 (2014)
| №  | #  | Titre original             | 1re diffusion   |
| -- | -- | -------------------------- | --------------- |
| 66 | 1  | RuPaul's Big Opening #1    | 24 février 2014 |
| 67 | 2  | RuPaul's Big Opening #2    | 3 mars 2014     |
| 68 | 3  | Scream Queens              | 10 mars 2014    |
| 69 | 4  | Shade: The Rusical         | 17 mars 2014    |
| 70 | 5  | Snatch Game                | 24 mars 2014    |
| 71 | 6  | Oh No, She Betta Don't!    | 31 mars 2014    |
| 72 | 7  | Glamazon by Colorevolution | 7 avril 2014    |
| 73 | 8  | Drag Queens of Comedy      | 7 avril 2014    |
| 74 | 9  | Drag Queens of Talk        | 14 avril 2014   |
| 75 | 10 | Drag My Wedding            | 21 avril 2014   |
| 76 | 11 | The Glitter Ball           | 28 avril 2014   |
| 77 | 12 | Sissy That Walk!           | 5 mai 2014      |
| 78 | 13 | Countdown to the Crown     | 12 mai 2014     |
| 79 | 14 | Grand Finale               | 19 mai 2014     |

### Saison 7 (2014)
| №  | #  | Titre original            | 1re diffusion |
| -- | -- | ------------------------- | ------------- |
| 80 | 1  | Born Naked                | 2 mars 2015   |
| 81 | 2  | Glamazonian Airways       | 9 mars 2015   |
| 82 | 3  | ShakesQueer               | 16 mars 2015  |
| 83 | 4  | Spoof! (There It Is)      | 23 mars 2015  |
| 84 | 5  | The DESPY Awards          | 30 mars 2015  |
| 85 | 6  | RuPaullywood Stories      | 6 avril 2015  |
| 86 | 7  | Snatch Game               | 13 avril 2015 |
| 87 | 8  | Conjoined Queens          | 20 avril 2015 |
| 88 | 9  | Divine Inspiration        | 27 avril 2015 |
| 89 | 10 | Prancing Queens           | 4 mai 2015    |
| 90 | 11 | The Hello Kitty Ball      | 11 mai 2015   |
| 91 | 12 | ... And the Rest Is Drag! | 18 mai 2015   |
| 92 | 13 | Countdown to the Crown    | 25 mai 2015   |
| 93 | 14 | Grand Finale              | 1 juin 2015   |

### Saison 8 (2016)
| №   | #  | Titre original         | 1re diffusion |
| --- | -- | ---------------------- | ------------- |
| 94  | 1  | Keeping it 100!        | 7 mars 2016   |
| 95  | 2  | B*tch Perfect          | 14 mars 2016  |
| 96  | 3  | RuCo's Empire          | 21 mars 2016  |
| 97  | 4  | New Wave Queens        | 28 mars 2016  |
| 98  | 5  | Supermodel Snatch Game | 4 avril 2016  |
| 99  | 6  | Wizards of Drag        | 11 avril 2016 |
| 100 | 7  | Shady Politics         | 18 avril 2016 |
| 101 | 8  | The Book Ball          | 25 avril 2016 |
| 102 | 9  | The Realness           | 2 mai 2016    |
| 103 | 10 | Grand Finale           | 16 mai 2016   |

### Saison 9 (2017)
| №   | #  | Titre original                      | 1re diffusion |
| --- | -- | ----------------------------------- | ------------- |
| 104 | 1  | Oh. My. Gaga!                       | 24 mars 2017  |
| 105 | 2  | She Done Already Done Brought It On | 31 mars 2017  |
| 106 | 3  | Draggily Ever After                 | 7 avril 2017  |
| 107 | 4  | Good Morning Bitches                | 14 avril 2017 |
| 108 | 5  | Reality Stars: The Musical          | 21 avril 2017 |
| 109 | 6  | Snatch Game                         | 28 avril 2017 |
| 110 | 7  | 9021-HO                             | 5 mai 2017    |
| 111 | 8  | The Michelle Visage Roast           | 12 mai 2017   |
| 112 | 9  | Your Pilot's on Fire                | 19 avril 2017 |
| 113 | 10 | Crew Better Work                    | 26 mai 2017   |
| 114 | 11 | The Gayest Ball Ever                | 2 juin 2017   |
| 115 | 12 | Category Is...                      | 9 juin 2017   |
| 116 | 13 | Reunited                            | 16 juin 2017  |
| 117 | 14 | Grand Finale                        | 23 juin 2017  |

### Saison 10 (2018)
| №   | #  | Titre original                 | 1re diffusion |
| --- | -- | ------------------------------ | ------------- |
| 118 | 1  | 10s Across the Board           | 22 mars 2018  |
| 119 | 2  | PharmaRusical                  | 29 mars 2018  |
| 120 | 3  | Tap That App                   | 5 avril 2018  |
| 121 | 4  | The Last Ball on Earth         | 12 avril 2018 |
| 122 | 5  | The Bossy Rossy Show           | 19 avril 2018 |
| 123 | 6  | Drag Con Panel Extravaganza    | 26 avril 2018 |
| 124 | 7  | Snatch Game                    | 3 mai 2018    |
| 125 | 8  | The Unauthorized Rusical       | 10 mai 2018   |
| 126 | 9  | Breastworld                    | 17 mai 2018   |
| 127 | 10 | Social Media Kings Into Queens | 24 mai 2018   |
| 128 | 11 | Evil Twins                     | 7 juin 2018   |
| 129 | 12 | American                       | 14 juin 2018  |
| 130 | 13 | Queens Reunited                | 21 juin 2018  |
| 131 | 14 | Grand Finale                   | 28 juin 2018  |

### Saison 11 (2019)
| №   | #  | Titre français                  | Titre original         | 1re diffusion   |
| --- | -- | ------------------------------- | ---------------------- | --------------- |
| 132 | 1  | Le défi des malles              | Whatcha Unpackin?      | 28 février 2019 |
| 133 | 2  | Stars de cinéma                 | Good God Girl, Get Out | 7 mars 2019     |
| 134 | 3  | Sur l'autel des divas           | Diva Worship           | 14 mars 2019    |
| 135 | 4  | Trump : le Rusical              | Trump: The Rusical     | 21 mars 2019    |
| 136 | 5  | Le bal des monstres             | Monster Show           | 28 mars 2019    |
| 137 | 6  | Les drag-olympiques             | The Draglympics        | 4 avril 2019    |
| 138 | 7  | Haute couture à la ferme        | Form Farm to Runway    | 11 avril 2019   |
| 139 | 8  | Les Transformistes en Mer       | Snatch Game at Sea     | 18 avril 2019   |
| 140 | 9  | La Drag Police de L.A.          | L.A.D.P.!              | 25 avril 2019   |
| 141 | 10 | Drag-cadabra !                  | Dragracadabra          | 2 mai 2019      |
| 142 | 11 | Le come-back des reines perdues | Bring Back My Queens!  | 9 mai 2019      |
| 143 | 12 | Queens Everywhere               | Queens Everywhere      | 16 mai 2019     |
| 144 | 13 | D'une reine à l'autre           | Reunited               | 23 mai 2019     |
| 145 | 14 | La grande finale                | Grand Finale           | 30 mai 2019     |

### Saison 12 (2020)
| №   | #  | Titre français                               | Titre original                    | 1re diffusion   |
| --- | -- | -------------------------------------------- | --------------------------------- | --------------- |
| 146 | 1  | J'en impose                                  | I'm That Bitch                    | 28 février 2020 |
| 147 | 2  | Tu ne me connais pas                         | You Don't Know Me                 | 6 mars 2020     |
| 148 | 3  | Le Pire du Monde                             | World's Worst                     | 13 mars 2020    |
| 149 | 4  | Le Bal des balles                            | The Ball Ball                     | 20 mars 2020    |
| 150 | 5  | Gay's Anatomy                                | Gay's Anatomy                     | 27 mars 2020    |
| 151 | 6  | Snatch Game                                  | Snatch Game                       | 3 avril 2020    |
| 152 | 7  | Madonna : la comédie Rusicale non officielle | Madonna: The Unauthorized Rusical | 10 avril 2020   |
| 153 | 8  | Droop                                        | Droop                             | 17 avril 2020   |
| 154 | 9  | Choix 2020                                   | Choices 2020                      | 24 avril 2020   |
| 155 | 10 | Le relooking des superfans                   | Superfan Makeover                 | 1 mai 2020      |
| 156 | 11 | Les one-drag-queen shows                     | One-Queen Show                    | 9 mai 2020      |
| 157 | 12 | Viva Drag Vegas !                            | Viva Drag Vegas                   | 15 mai 2020     |
| 158 | 13 | La Réunion : Seules Ensemble                 | Reunited: Alone Together          | 22 mai 2020     |
| 159 | 14 | La grande finale                             | Grand Finale                      | 29 mai 2020     |

### Saison 13 (2021)
| №   | #  | Titre français                         | Titre original                       | 1re diffusion   |
| --- | -- | -------------------------------------- | ------------------------------------ | --------------- |
| 160 | 1  | Le casse-pipe                          | The Pork Chop                        | 1 janvier 2021  |
| 161 | 2  | Félicidragtions                        | Condragulations                      | 8 janvier 2021  |
| 162 | 3  | Phenomenon                             | Phenomenon                           | 15 janvier 2021 |
| 163 | 4  | RuPaulmark Channel                     | RuPaulmark Channel                   | 22 janvier 2021 |
| 164 | 5  | Le Bal des Sacs                        | The Bag Ball                         | 29 janvier 2021 |
| 165 | 6  | Disco-mentaire                         | Disco-mentary                        | 5 février 2021  |
| 166 | 7  | Bossy Rossy, le Ru-boot                | Bossy Rossy: The Ruboot              | 12 février 2021 |
| 167 | 8  | La comédie Rusicale                    | Social Media: The Unverified Rusical | 19 février 2021 |
| 168 | 9  | Snatch Game                            | Snatch Game                          | 5 mars 2021     |
| 169 | 10 | Freaky Friday mode queens              | Freaky Friday Queens                 | 12 mars 2021    |
| 170 | 11 | Queens en pleine effervescence         | Pop! Goes the Queens                 | 19 mars 2021    |
| 171 | 12 | Les gentilles sur le grill             | Nice Girls Roast                     | 26 mars 2021    |
| 172 | 13 | Chérie, j'ai rétréci les drag queens ! | Henny, I Shrunk the Drag Queens!     | 2 avril 2021    |
| 173 | 14 | Lucky, lucky !                         | Gettin' Lucky!                       | 9 avril 2021    |
| 174 | 15 | Entre reines                           | Reunited                             | 16 avril 2021   |
| 175 | 16 | La grande finale                       | Grand Finale                         | 23 avril 2021   |

### Saison 14 (2022)
| №   | #  | Titre original           | 1re diffusion   |
| --- | -- | ------------------------ | --------------- |
| 176 | 1  | Big Opening #1           | 7 janvier 2022  |
| 177 | 2  | Bip Opening #2           | 14 janvier 2022 |
| 178 | 3  | A Pair of Balls          | 21 janvier 2022 |
| 179 | 4  | She's a Super Tease      | 28 janvier 2022 |
| 180 | 5  | Save a Queen             | 4 février 2022  |
| 181 | 6  | Glamazon Prime           | 11 février 2022 |
| 182 | 7  | The Daytona Wind         | 18 février 2022 |
| 183 | 8  | 60s Girl Groups          | 25 février 2022 |
| 184 | 9  | Menzeses                 | 4 mars 2022     |
| 185 | 10 | Snatch Game              | 11 mars 2022    |
| 186 | 11 | An Extra Special Episode | 18 mars 2022    |
| 187 | 12 | Moulin Ru: The Rusical   | 25 mars 2022    |
| 188 | 13 | The Ross Mathews Roast   | 1 avril 2022    |
| 189 | 14 | Catwalk                  | 8 avril 2022    |
| 190 | 14 | Reunited                 | 15 avril 2022   |
| 191 | 14 | Grand Finale             | 22 avril 2022   |

### Saison 15 (2023)
| №   | #  | Titre original                | 1re diffusion   |
| --- | -- | ----------------------------- | --------------- |
| 192 | 1  | One Night Only, Part 1        | 6 janvier 2023  |
| 193 | 2  | One Night Only, Part 2        | 6 janvier 2023  |
| 194 | 3  | All Queens Go to Heaven       | 13 janvier 2023 |
| 195 | 4  | Supersized Snatch Game        | 20 janvier 2023 |
| 196 | 5  | House of Fashion              | 27 janvier 2023 |
| 197 | 6  | Old Friends Gold              | 3 février 2023  |
| 198 | 7  | The Daytona Wind 2            | 10 février 2023 |
| 199 | 8  | LipSync Lalaparuza Smackdown  | 17 février 2023 |
| 200 | 9  | The Crystal Ball: Episode 200 | 24 février 2023 |
| 201 | 10 | 50/50's Most Gagworthy Queens | 3 mars 2023     |
| 202 | 11 | Two Queens, One Joke          | 10 mars 2023    |
| 203 | 12 | Wigloose: The Rusical         | 17 mars 2023    |
| 204 | 13 | Teacher Makeovers             | 24 mars 2023    |
| 205 | 14 | Blame It On The Edit          | 31 mars 2023    |
| 206 | 15 | Reunited!                     | 7 avril 2023    |
| 207 | 16 | Grand Finale                  | 14 avril 2023   |

### Saison 16 (2024)
| №   | #  | Titre original                          | 1re diffusion   |
| --- | -- | --------------------------------------- | --------------- |
| 208 | 1  | Rate-A-Queen                            | 6 janvier 2024  |
| 209 | 2  | Queen Choice Awards                     | 13 janvier 2024 |
| 210 | 3  | The Mother of All Balls                 | 20 janvier 2024 |
| 211 | 4  | RDR Live!                               | 27 janvier 2024 |
| 212 | 5  | Girl Groups                             | 3 février 2024  |
| 213 | 6  | Welcome To The DollHouse                | 10 février 2024 |
| 214 | 7  | The Sound Of Rusic                      | 17 février 2024 |
| 215 | 8  | Snatch Game                             | 24 février 2024 |
| 216 | 9  | See You Next Wednesday                  | 2 mars 2024     |
| 217 | 10 | Werq The World                          | 9 mars 2024     |
| 218 | 11 | Corporate Queens                        | 16 mars 2024    |
| 219 | 12 | Bathroom Hunties                        | 23 mars 2024    |
| 220 | 13 | Drag Race Vegas LIVE! Makeovers         | 30 mars 2024    |
| 221 | 14 | Booked & Blessed                        | 6 avril 2024    |
| 222 | 15 | LipSync Lalaparuza Smackdown - Reunited | 13 avril 2024   |
| 223 | 16 | Grand Finale - Season 16                | 20 avril 2024   |

### Saison 17 (2025)
| №   | #  | Titre original                                    | 1re diffusion   |
| --- | -- | ------------------------------------------------- | --------------- |
| 224 | 1  | Squirrel Games                                    | 3 janvier 2025  |
| 225 | 2  | Drag Queens Got Talent - Part 2                   | 10 janvier 2025 |
| 226 | 3  | Monopulence!                                      | 17 janvier 2025 |
| 227 | 4  | Bitch, I'm A Drag Queen!                          | 24 janvier 2025 |
| 228 | 5  | RDR Live!                                         | 31 janvier 2025 |
| 229 | 6  | Let's Get Sea Sickening Ball                      | 7 février 2025  |
| 230 | 7  | Snatch Game                                       | 14 février 2025 |
| 231 | 8  | The Wicked Wiz of Oz: The Musical                 | 21 février 2025 |
| 232 | 9  | Heavens to Betsey!                                | 28 février 2025 |
| 233 | 10 | The Villains Roast                                | 7 mars 2025     |
| 234 | 11 | Ross Matthews vs. The Ducks                       | 14 mars 2025    |
| 235 | 12 | Charisma, Uniqueness, Nerve and Talent Monologues | 21 mars 2025    |